# Електрокардіографія
Електрокардіогрáфія (скорочено ЕКГ)  — метод графічної реєстрації електричних явищ, які виникають у серцевому м'язі під час його діяльності, з поверхні тіла. Криву, яка відображає електричну активність серця, називають електрокардіограмою (ЕКГ). Таким чином, ЕКГ — це запис коливань різниці потенціалів, які виникають у серці під час його збудження.
Електрокардіографія є одним з основних способів дослідження серця і діагностики захворювань серцево-судинної системи. ЕКГ є незамінним у діагностиці порушень ритму і провідності, гіпертрофії, ішемічної хвороби серця. Цей метод дає можливість з великою точністю говорити про локалізацію вогнищевих змін міокарда, їх поширеність, глибину і час появи. ЕКГ дозволяє виявити дистрофічні й склеротичні процеси в міокарді, порушення електролітного обміну, що виникають під впливом різних токсичних речовин. ЕКГ широко використовують для функціонального дослідження серцево-судинної системи. Поєднання електрокардіографічного дослідження з функціональними пробами, допомагає виявити приховану коронарну недостатність, перехідні порушення ритму, проводити диференційний діагноз між функціональними та органічними порушеннями роботи серця.
У XIX сторіччі виявили, завдяки дослідженням у патології, що серце має електричний потенціал та протягом своєї роботи виробляє певну кількість електричної енергії. Перші ЕКГ 1888 року записав французький фізик, лауреат Нобелівської премії з фізики 1908 року Габрієль Ліппман з використанням ртутного капілярного електрометра. Але ця методика не знайшла практичного використання. Нідерландський фізіолог Віллем Ейнтговен виготовив 1903 року прилад (струнний гальванометр), що дозволило йому реєструвати справжню ЕКГ. Ейнтговен став засновником електрокардіографії, вперше 1906 року застосувавши її для медичної діагностики. Він дав назву зубцям ЕКГ, описав певні порушення в роботі серця. 1924 року йому було присуджено Нобелівську премію з фізіології та медицини з зазначенням «За відкриття техніки електрокардіограми».

## Структура серцевого циклу
На ЕКГ серцевий цикл розподілений на зубці та інтервали, кожен з яких відповідає певній фазі розповсюдження хвилі збудження у міокарді.

### Зубець Р
- Зубець P відповідає деполяризації передсердь (макс 0,12 сек)

### Інтервал P-Q
- Інтервал P-Q — поширення деполяризації до атріовентрикулярного вузла (проміжок часу від початку збудження передсердь до початку збудження шлуночків)

### Комплекс QRS
- Шлуночковий комплекс QRS (макс 0,10 сек, але у 21 % населення діагностується розширення комплексу до 0,12 сек, яке не вважається патологією) складається з трьох окремих зубців Q, R, S і відбиває розповсюдження збудження тканиною шлуночків.
- Q — перше негативне відхилення від ізоелектричної лінії
- R — перше позитивне відхилення
- S — негативне відхилення після R зубця

### Сегмент S-T
- відображає початкову фазу реполяризації міокарда шлуночків (тому різниця потенціалів не виявляється)

### Зубець Т
- Зубець Т — хвиля реполяризації шлуночків

### U хвиля

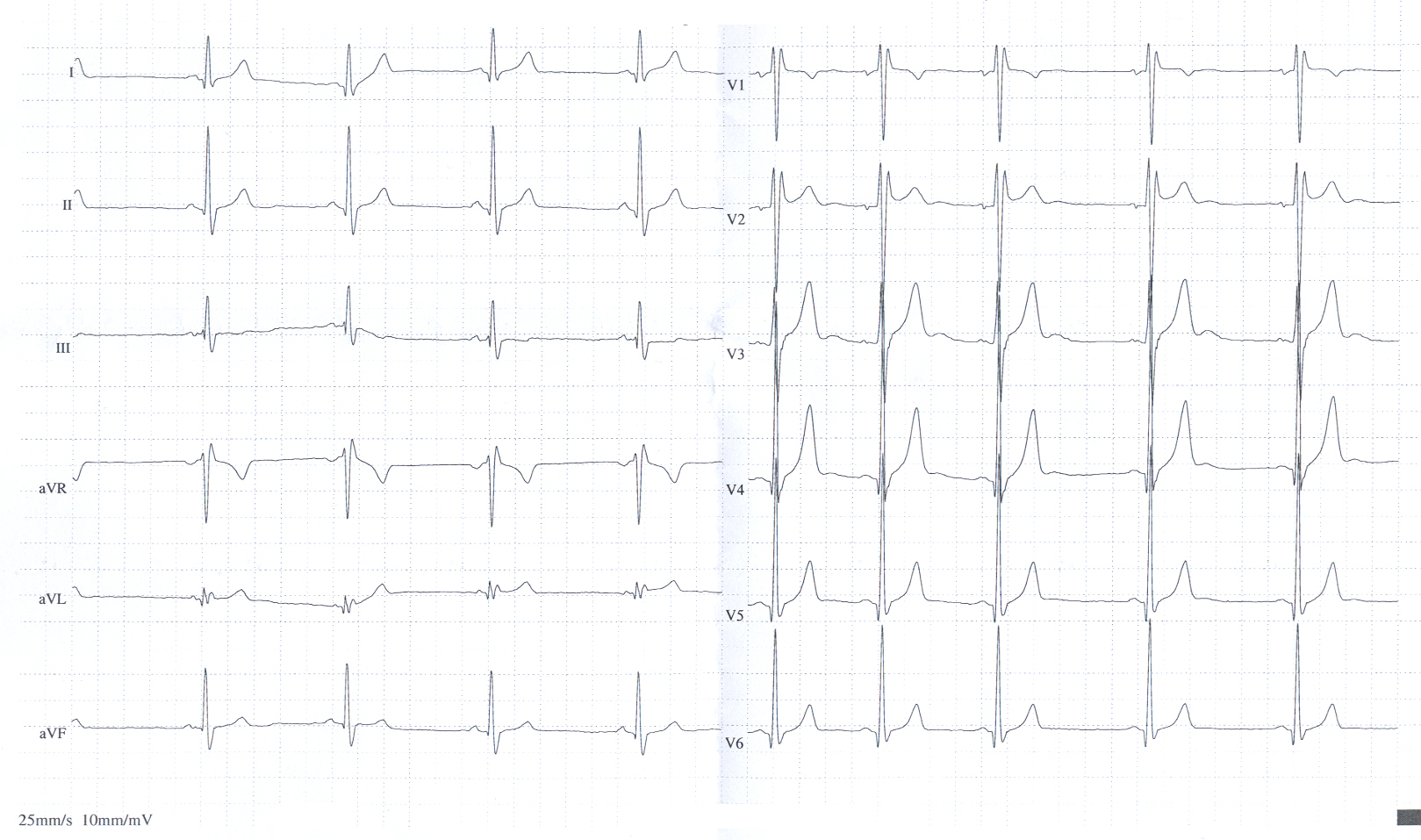
ЕКГ 18-річного пацієнта: U-хвилі найкраще простежується у відведенні V_{3}

U хвиля є непостійним складником і може з'являтися у разі електролітних порушень (наприклад, гіпокаліємії)

## Відведення
Відведення ЕКГ — проєкція вектора Ейнтговена (інтегральний електричний вектор серця) на певну вісь.
Розрізняють: стандартні, стандартні посилені, грудні та додаткові відведення.
За наявністю патологічних змін у тому чи іншому відведенні (або у декількох відведеннях) можна зробити висновок.
| Стандартні відведення | Стандартні відведення                  | Стандартні відведення                  |
| --------------------- | -------------------------------------- | -------------------------------------- |
| Відведення            | увімкнення до «+» полюса гальванометра | увімкнення до «-» полюса гальванометра |
| I                     | ліва рука                              | права рука                             |
| II                    | ліва нога                              | права рука                             |
| III                   | ліва нога                              | ліва рука                              |

| Стандартні посилені | Стандартні посилені                     | Стандартні посилені                     |
| ------------------- | --------------------------------------- | --------------------------------------- |
| Відведення          | під'єднання до «+» полюса гальванометра | під'єднання до «-» полюса гальванометра |
| aVR                 | права рука                              | ліва рука та ліва нога                  |
| aVL                 | ліва рука                               | права рука та права нога                |
| aVF                 | ліва нога                               | права та ліва рука                      |

| Грудні     | Грудні                                             | Грудні                                  |
| ---------- | -------------------------------------------------- | --------------------------------------- |
| Відведення | під'єднання до «+» полюса гальванометра            | під'єднання до «-» полюса гальванометра |
| V1         | четверте міжребер'я (праворуч)                     | негативний об'єднаний електрод Вільсона |
| V2         | четверте міжребер'я (ліворуч)                      | негативний об'єднаний електрод Вільсона |
| V3         | рівень четвертого міжребер'я між V2 та V4          | негативний об'єднаний електрод Вільсона |
| V4         | п'яте міжребер'я по лівій середньо-ключичній лінії | негативний об'єднаний електрод Вільсона |
| V5         | п'яте міжребер'я по лівій передній пахвовій лінії  | негативний об'єднаний електрод Вільсона |
| V6         | п'яте міжребер'я по лівій середній пахвовій лінії  | негативний об'єднаний електрод Вільсона |

Схема розташування електродів V_{1} — V_{6}

Крім того, існують ще додаткові грудні відведення (V7, V8, V9), праві грудні відведення та відведення за Слапаком.